# 28220 York
28220 York este un asteroid din centura principală de asteroizi.

## Descriere
28220 York este un asteroid din centura principală de asteroizi. A fost descoperit pe 28 decembrie 1998 la Observatorul Kleť de Jana Tichá și Miloš Tichý. Asteroidul prezintă o orbită caracterizată de o semiaxă mare de 2,52 ua, o excentricitate de 0,07 și o înclinație de 1,3° în raport cu ecliptica.